# Skautská vyznamenání

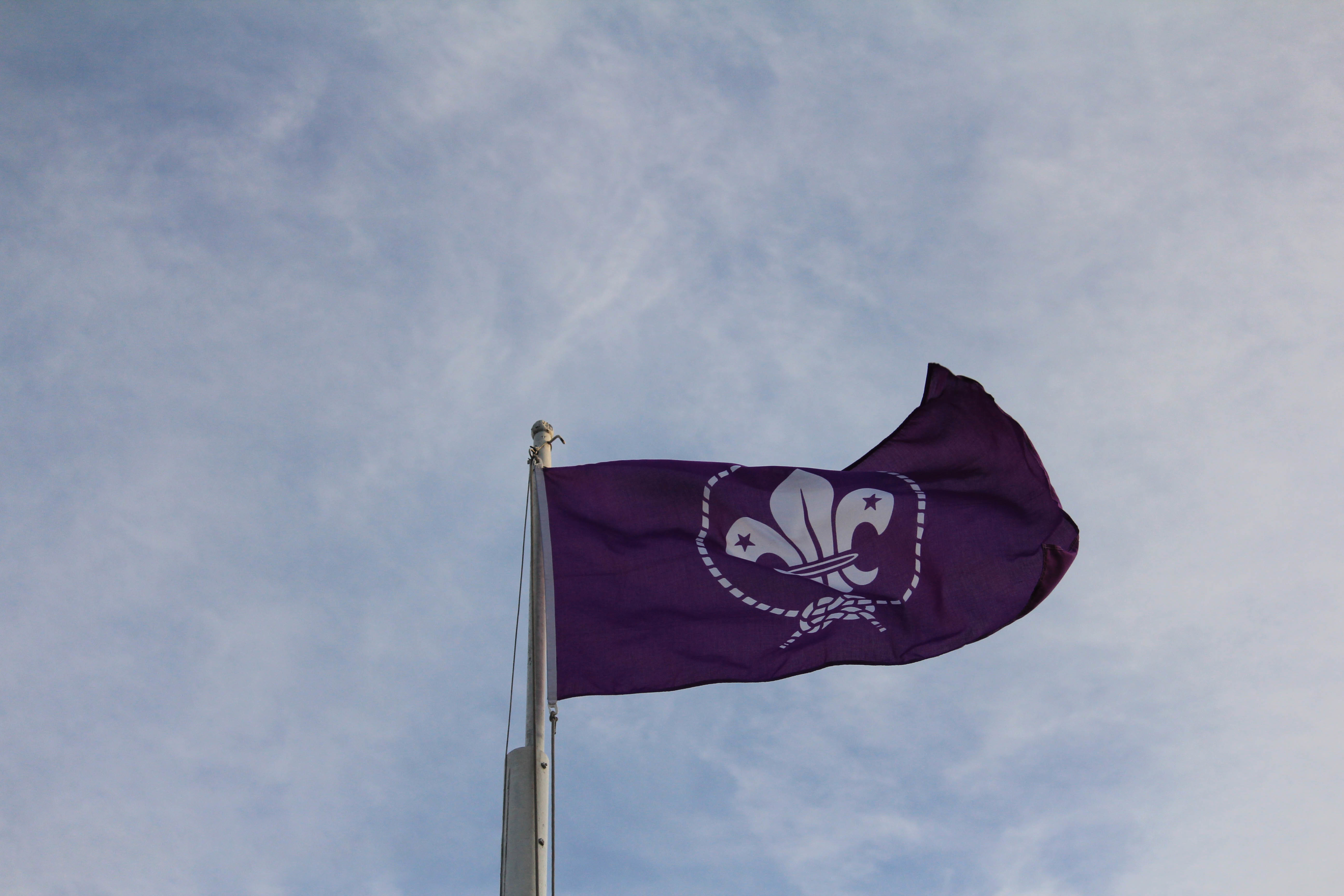
Vlajka celosvětové Organizace skautského hnutí (WOSM)

Skauti zavedli brzo po svém vzniku vyznamenání jako formu poděkování a úcty pro své významné členy (mladší členy, dospělé i činovníky) i neskautské osobnosti. Některá vyznamenání tak mají již více než stoletou tradici. 
První vyznamenání měla spíše povahu nositelného označení dosažené skautské odbornosti a zdatnosti (např. Stříbrný vlk, Stříbrná syrinx); teprve s rozvojem organizace se tyto dvě funkce odlišily. Dnes mají již skautská vyznamenání charakter běžných vyznamenání, zatímco skautská zdatnost se dokládá jinými odznaky. 

## Světová vyznamenání
Světová organizace skautského hnutí (WOSM) udílí pouze jediné vyznamenání, Bronzového vlka, nejvýznačnějším osobnostem celosvětového skautingu, mužům i ženám; jediným jeho českým laureátem byl v roce 2002 Jiří Navrátil. Světová asociace skautek podobně, vedle svých dalších ocenění, udílí Bronzovou medaili WAGGGS.

## Česká vyznamenání
Stužky skautských vyznamenání se na kroji nosí na levé straně hrudi pod slibovým odznakem.

### Současná

#### Junák – český skaut
Junák rozeznává vyšší vyznamenání (řády), nižší vyznamenání (medaile), a zvláštní čestné odznaky. Statut každého celostátního vyznamenání schvaluje Náčelnictvo. Vyznamenání jsou uvedena v pořadí, v němž se mají nosit na kroji.
- Řád stříbrného vlka – nejvyšší vyznamenání pro mužské členy Junáka. Tvoří jej stříbrný kráčející vlk na červeno-modro-bílé náhrdelní stuze. Poprvé byl zřízen v roce 1919 československým Svazem skautů po vzoru stejnojmenného britského vyznamenání (tehdy ještě se žluto-zelenou stuhou), v roce 1995 byl obnoven jako český. V jednom okamžiku jej může nést pouze dvanáct osob.
- Řád stříbrného trojlístku – nejvyšší vyznamenání pro ženské členky Junáka. Tvoří jej stříbrný trojlístek skautek na červeno-modro-bílé dámské motýlové stuze. Poprvé byl zřízen československým Junákem v roce 1968, v roce 1995 obnoven jako český. V jednom okamžiku jej může nést pouze dvanáct osob.
- Řád Zlaté syrinx – řád Kmene dospělých Junáka. Tvoří jej stylizovaná syrinx vepsaná do vavřínového věnce na modro-žluté stuze náhrdelní (pro muže) nebo motýlové (pro ženy). Insignie je ze žlutého kovu. Poprvé byl zřízen v roce 1926 československým Svazem skautů.
- Čestný odznak Za čin junácký – udílen za statečnost členům Junáka. Tvoří jej jednostranný odznak se skautskou lilií ve stylizovaném věnci podloženou stuhou nesoucí název vyznamenání. Nosí se na středu levé kapsy krojové košile. Poprvé byl zřízen v roce 1919 československým Svazem skautů.
- Čestné členství ve Svojsíkově oddíle – čestné jednotce Junáka stojící mimo běžnou organizační strukturu. Toto vyznamenání nemá insignii, pouze bílo-modro-červenou stužku se zlatými písmeny SO. Členové obvykle nosí krojovou domovenku s nápisem Svojsíkův oddíl.
- Medaile Svatého Jiří – vyznamenání udělované činovníkům za výchovnou a vzdělávací činnost. Má tři stupně. Insignii tvoří kruhová medaile zobrazující svatého Jiří bojujícího s drakem doplněného znakem Junáka (lilií) a heslem Buď připraven, ve třetím stupni ze žlutého, ve druhém stupni z bílého a v prvním stupni z červeného kovu. Náprsní stuha je bílo-červená. Stužky druhého a prvního stupně jsou doplněny lipovým lístkem příslušné barvy. Byla zřízena v roce 2003 Náčelnictvem Junáka.
- Medaile Merkura – vyznamenání udělované činovníkům za hospodářskou a organizační činnost. Má tři stupně. Insignii tvoří kruhová medaile zobrazující boha Merkura, znak Junáka a nápis Mercurius. Stuha je náprsní, žluto-fialová.[4]
- Medaile díků – základní medaile, výraz ocenění aktivní služby skautskému hnutí. Tvoří ji kruhová medaile z červeného kovu zobrazující sekeru práce, letokruhy, skautskou lilii a nápis Sloužím. Stuha je náprsní, žluto-červená. Může být udělena opakovaně, což se na stužce značí malou zlatou hvězdičkou. Poprvé byla zřízena v roce 1968.
- Medaile Syrinx – vyznamenání Kmene dospělých Junáka. Má dva stupně. Insignie je totožná s Řádem Zlaté syrinx, v prvním stupni z bronzového, v druhém stupni ze stříbrného kovu. Stuha je náprsní, modro-žlutá. Byla zřízena v roce 2003 Náčelnictvem Junáka, navazuje na starší vyznamenání Skaut stříbrné syringy, zavedené v roce 1926.
- Medaile skautské vděčnosti – vyznamenání pro nečleny Junáka. Tvoří ji kruhová medaile zobrazující dvě lidské dlaně držící srdce se stylizovanou skautskou lilií. Stuha je šedo-modrá. Byla zřízena v roce 1968 jako Řád skautské vděčnosti, v roce 2003 přejmenována.

Mimo tato celostátní vyznamenání má většina krajů svá regionální vyznamenání (např. Medaile Jiráskova kraje v Královéhradeckém kraji nebo Medaile oblasti Bílého orla v Plzeňském kraji).
Pro vodní skauty existují tyto speciální vyznamenání:
- Řád Stříbrného bobra – nejvyšší vyznamenání pro české vodní skauty. Tvoří jej stříbrný bobr na červeno-modré náhrdelní stuze. Poprvé byl zřízen roku 1921 československým Svazem skautů.
- Medaile Bronzového bobra – medaile za zásluhy vodních skautů a skautek, zejména při výchově. Medaile je z červeného kovu. Zobrazuje siluetu bobra, znak vodních skautů Junáka a heslo Povinnost–odpovědnost–kázeň. Stuha je náprsní, červeno-modrá. Byla zřízena v roce 2003 Náčelnictvem Junáka.

Vyznamenání vodních skautů se nejčastěji udílejí na pravidelném celostátním setkání Navigamus.

#### Svaz skautů a skautek České republiky
- Čtvrté orlí pero[5]

### Historická
- Řád čestné lilie v trojlístku – mezi lety 1990 a 2003 nejvyšší vyznamenání českého Junáka, udělovaný za vynikající zásluhy o skauting a jako odčinění totalitní perzekuce. Měl tři stupně (třídy) – zlatý, stříbrný a bronzový. Insignii tvoří česká skautská lilie v trojlístku, zavěšená na ramínku se třemi lipovými listy na každé straně. Stuha je zeleno-žlutá, pro ženy motýlová, pro muže v případě zlatého stupně náhrdelní, u nižších stupňů náprsní. Zlatý a stříbrný stupeň jsou na stužce opatřeny pěticípou hvězdičkou příslušné barvy. Počet nositelů řádu byl omezen na 144. Vyznamenání bylo Náčelnictvem Junáka v roce 2003 zařazeno mezi historické.
- Čestný odznak Skautská láska – vyznamenání za dlouholetou úspěšnou výchovnou a vůdcovskou činnost. Odznak tvoří modrý kotouč se dvanácti zvířetníkovými znaky (odkazujícími na přírodu) a lilií a srdcem uprostřed, což symbolizuje ovládnutí a naplnění skautskou láskou. Stuha je tmavomodrá, náprsní. Počet žijících nositelů byl omezen na 144, ročně bylo možno udělit jen 24 vyznamenání. Odznak byl udělován vždy 28. října. Vyznamenání bylo Náčelnictvem Junáka v roce 2003 zařazeno mezi historické.
- Řád svatého Václava – vyznamenání pro katolické skauty. Měl tři stupně záslužné a jeden čestný. Počet žijících nositelů čestného stupně byl omezen na 50. Insignii tvoří štít se svatováclavskou orlicí a mečem na osmipaprskovém johanitském kříži v kruhu tvořeném třemi pruty, kombinuje tak symboliku křesťanskou, národní i přírodní. Byl zřízen Junákem v roce 1939.
- Řád junácké lilie – Trojlístek skautek – historické vyznamenání federálního Československého Junáka, zřízené v roce 1968.
- Řád skautské vděčnosti
- Řád Tři pruty bratrství – vyznamenání federálního Československého Junáka za spolupráci mezi českými a slovenskými skauty. Navrhovatelem udělení řádu musela být osoba druhé národnosti, než byl vyznamenaný. Insignie tohoto řádu nebyla do rozdělení Československa vyrobena. Počet žijících nositelů v ČSFR byl omezen na 200. Vyznamenání bylo po rozdělení Československa obnoveno Slovenským skautingem jako vyznamenání za mezinárodní spolupráci.
- Junácký kříž Za vlast 1939 – 1945 – vyznamenání skautů za činnost v protinacistickém odboji. Byl udělován exilovým bojovníkům a partyzánům, účastníkům osvobozovacích bojů, za zpravodajskou činnost, přechovávání hledaných osob a další odbojové aktivity. Měl tři stupně, přičemž nejvyšší (zlatý) byl udělován pouze in memoriam. Zřízen byl Junákem v roce 1945 a 28. října 1946 jím bylo vyznamenáno na 500 skautů a skautek a také několik oddílů. Insignii tvoří čtyři stylizované lipové listy do kříže podložené meči zavěšené na raménku s letopočty a skautskou lilií.
- Jubilejní medaile Za službu vlasti – vyznamenání z roku 1968 pro činovníky a oddíly fungující nepřetržitě od roku 1918 (s výjimkou zákazů). Stužka je bílo-červeno-modrá s natištěnými pěti stříbrnými lístky.
- Medaile Za 20 let práce pro vlast – vyznamenání z roku 1938 pro činovníky a oddíly fungující nepřetržitě od roku 1918. Medaile je stříbrná s motivem svatého Jiří.
- Odznak 10 let RČS – vyznamenání z roku 1928 pro činovníky fungující nepřetržitě od roku 1918. Odznak je stříbrný s lilií na kříži, v níž je psí hlava netradičně místo štítu umístěna na lipovém listu; okruží je zdobeno deseti lipovými lístky a letopočty. Těchto odznaků bylo uděleno 28.
- Svastika Náčelnictva – vyznamenání používané Náčelnictvem pro nečleny Junáka jako projev díků za práci ve prospěch skautingu. Vyznamenání bylo zavedeno Svazem skautů podle anglického vzoru v roce 1919 na základě své prastaré symboliky (označuje např. nesmrtelnost lidské duše, čtyři živly nebo čtyři světové strany). Prvním vyznamenaným byl T. G. Masaryk, protektor Svazu. V roce 1932 bylo toto vyznamenání zrušeno pro svou asociaci s rostoucím nacismem v Německu, který svastiku jako hákový kříž používal jako svůj ústřední symbol. Bylo nahrazeno Skautskou láskou, později Medailí díků.
- Svastika Díků – varianta Svastiky Náčelnictva s nižší vahou. Byla udělována nižšími jednotkami Svazu ve stejné době jako Svastika Náčelnictva.